# Râu Alb
Râu Alb is een Roemeense gemeente in het district Dâmbovița.
Râu Alb telt 1766 inwoners.